# Artega GT
Artega GT – sportowy samochód osobowy produkowany przez niemiecką firmę Artega Motors od roku 2009. Dostępny, jako 2-drzwiowe coupé. Do napędu użyto silnika VR6 o pojemności 3,6 litra pochodzący z Passata R36. Moc przenoszona jest na oś tylną poprzez 6-biegową automatyczną skrzynię biegów DSG. Firma Artega Motors umożliwia serwisowanie swojego auta w autoryzowanych serwisach Volkswagena.

## Dane techniczne

### Silnik
- VR6 3,6 l (3598 cm³), 4 zawory na cylinder, DOHC
- Układ zasilania: bezpośredni wtrysk paliwa
- Średnica cylindra × skok tłoka: 89,00 mm × 96,40 mm
- Stopień sprężania: b/d
- Moc maksymalna: 300 KM (221 kW) przy 6600 obr./min
- Maksymalny moment obrotowy: 350 N•m przy 2400 obr./min
- Skrzynia biegów 6-stopniowa automatyczna

### Osiągi
- Przyspieszenie 0-100 km/h: 4,6 s
- Prędkość maksymalna: 273 km/h https://www.auto-motor-und-sport.de/test/artega-gt-im-supertest-wie-schlaegt-sich-der-deutsche-lotus/technische-daten/